# Mike Green
Michael David Green, född 12 oktober 1985 i Calgary, Kanada, är en kanadensisk före detta professionell ishockeyspelare (back) som spelade i National Hockey League (NHL) för lagen Washington Capitals, Detroit Red Wings och Edmonton Oilers.

## Spelarkarriär
Green debuterade i det kanadensiska landslaget vid VM 2008. På nio matcher gjorde han fyra mål och åtta assist för totalt 12 poäng, och blev uttagen i turneringens All Star-lag.
I en match mot Tampa Bay Lightning 14 februari 2009 gjorde Green mål för åttonde matchen i rad vilket är rekord för en back i NHL.
När Green gjorde två mål mot New York Islanders 1 april 2009 kom han, trots att han missat ett tiotal matcher på grund av skada, upp i 30 gjorda mål under säsongen. Green blev därmed den åttonde backen i NHL:s historia och den första sedan Kevin Hatcher säsongen 1992–93 att göra 30 mål under en säsong.
Green var uttagen och deltog i NHL:s All Star-match säsongen 2010-11.

## Statistik

### Klubbkarriär
| 2000–01    | Saskatoon Blades    | WHL        | 7   | 0   | 2   | 2   | 0   | —  | —  | —  | —  | —  |
| 2001–02    | Saskatoon Blades    | WHL        | 62  | 3   | 20  | 23  | 57  | 7  | 0  | 1  | 1  | 2  |
| 2002–03    | Saskatoon Blades    | WHL        | 72  | 6   | 36  | 42  | 70  | 6  | 0  | 2  | 2  | 6  |
| 2003–04    | Saskatoon Blades    | WHL        | 59  | 14  | 25  | 39  | 92  | —  | —  | —  | —  | —  |
| 2004–05    | Saskatoon Blades    | WHL        | 67  | 14  | 52  | 66  | 105 | 4  | 0  | 0  | 0  | 6  |
| 2005–06    | Hershey Bears       | AHL        | 56  | 9   | 34  | 43  | 79  | 21 | 3  | 15 | 18 | 30 |
| 2005–06    | Washington Capitals | NHL        | 22  | 1   | 2   | 3   | 18  | —  | —  | —  | —  | —  |
| 2006–07    | Hershey Bears       | AHL        | 12  | 3   | 5   | 8   | 26  | 19 | 7  | 9  | 16 | 38 |
| 2006–07    | Washington Capitals | NHL        | 70  | 2   | 10  | 12  | 36  | —  | —  | —  | —  | —  |
| 2007–08    | Washington Capitals | NHL        | 82  | 18  | 38  | 56  | 62  | 7  | 3  | 4  | 7  | 15 |
| 2008–09    | Washington Capitals | NHL        | 68  | 31  | 42  | 73  | 68  | 14 | 1  | 8  | 9  | 12 |
| 2009–10    | Washington Capitals | NHL        | 75  | 19  | 57  | 76  | 54  | 7  | 0  | 3  | 3  | 12 |
| 2010–11    | Washington Capitals | NHL        | 49  | 8   | 16  | 24  | 48  | 8  | 1  | 5  | 6  | 8  |
| 2011–12    | Washington Capitals | NHL        | 32  | 3   | 4   | 7   | 12  | 14 | 2  | 2  | 4  | 10 |
| 2012–13    | Washington Capitals | NHL        | 35  | 12  | 14  | 26  | 20  | 7  | 2  | 2  | 4  | 4  |
| 2013–14    | Washington Capitals | NHL        | 70  | 9   | 29  | 38  | 64  | —  | —  | —  | —  | —  |
| 2014–15    | Washington Capitals | NHL        | 72  | 10  | 35  | 45  | 34  | 14 | 0  | 2  | 2  | 14 |
| 2015–16    | Detroit Red Wings   | NHL        | 74  | 7   | 28  | 35  | 38  | 5  | 1  | 1  | 2  | 10 |
| 2016–17    | Detroit Red Wings   | NHL        | 72  | 14  | 22  | 36  | 40  | —  | —  | —  | —  | —  |
| 2017–18    | Detroit Red Wings   | NHL        | 66  | 8   | 25  | 33  | 38  | —  | —  | —  | —  | —  |
| 2018–19    | Detroit Red Wings   | NHL        | 43  | 5   | 21  | 26  | 28  | —  | —  | —  | —  | —  |
| 2019–20    | Detroit Red Wings   | NHL        | 48  | 3   | 8   | 11  | 32  | —  | —  | —  | —  | —  |
| 2019–20    | Edmonton Oilers     | NHL        | 2   | 0   | 0   | 0   | 0   | —  | —  | —  | —  | —  |
| NHL totalt | NHL totalt          | NHL totalt | 880 | 150 | 351 | 501 | 592 | 76 | 10 | 27 | 37 | 85 |

### Internationellt
| År            | Lag           | Turnering     | Resultat      |    | Matcher | Mål | Assist | Poäng | Utv |
| ------------- | ------------- | ------------- | ------------- | -- | ------- | --- | ------ | ----- | --- |
| 2002          | Kanada        | U18           | 1             | 5  | 0       | 2   | 2      | 2     |     |
| 2003          | Kanada        | U18           | 1             | 7  | 0       | 0   | 0      | 2     |     |
| 2008          | Kanada        | VM            | 2             | 9  | 4       | 8   | 12     | 2     |     |
| Junior totalt | Junior totalt | Junior totalt | Junior totalt | 12 | 0       | 2   | 2      | 4     |     |
| Senior totalt | Senior totalt | Senior totalt | Senior totalt | 9  | 4       | 8   | 12     | 2     |     |

## Meriter och utmärkelser
| Merit                      | År         |     |
| WHL                        | WHL        | WHL |
| -------------------------- | ---------- | --- |
| CHL Top Prospects Game     | 2004       |     |
| East first All-Star team   | 2005       |     |
| AHL                        |            |     |
| All-Rookie team            | 2006       |     |
| Calder Cup (Hershey Bears) | 2006       |     |
| NHL                        |            |     |
| NHL YoungStars Game        | 2007       |     |
| First All-Star team        | 2009, 2010 |     |
| All-Star Game              | 2011, 2018 |     |
| International              |            |     |
| All-Star team              | 2008       |     |